# ビラル・バシャチュコール
ビラル・バサチコグル（Bilal Başaçıkoğlu, 1995年3月26日 - ）は、オランダ・ザーンスタット出身のサッカー選手。サカリヤスポル所属。ポジションはフォワードで、左右両サイドをこなすサイドアタッカー。トルコ人の父親とモロッコ人の母親を持ち、2014年夏にトルコ代表を選択した。オランダでの名前の発音はバサチコグルが近い。

## 経歴
バサチコグルはアヤックスのDユニオール時代で2年間プレーした後にクラブを去らなければならなくなり、ハールレムのユースに加入した。2010年の財政破綻を経てアマチュアクラブ RKSV Pancratiusに移り、2011年にSCヘーレンフェーンのユースに移った。

### SCヘーレンフェーン
バサチコグルはBユニオールとしてヘーレンフェーンに来ると、すぐさま頭角を現してオランダ代表の各世代代表にも選出。ヘーレンフェーンも短期間に2回の契約を結んだ。2013年11月8日のRKCヴァールヴァイク相手のホームゲームでデビュー。ウチェ・ヌウォフォルやヤニック・ヴィルスフートを含む多くのFWの怪我により、この試合初めてベンチ入りし、87分にハキム・ツィエクと交代でピッチに入った。次節PSV戦ではそのまま初のスタメン出場を果たした。2013年12月19日のAZ戦相手のアウェーゲーム（1-5勝利）でエールディヴィジ初ゴールを決めている。

### フェイエノールト
2014年7月31日に移籍金350万ユーロでフェイエノールトに移籍、4年契約を結んだ。このシーズンのエールディヴィジ第1節 8月10日のADOデン・ハーグ戦（0-1勝利）で67分にルベン・スハーケンと交代でフェイエノールトでのデビューを果たしている。

## タイトル
フェイエノールト
- エールディヴィジ : 2016-17
- KNVBベーカー : 2017-18
- ヨハン・クライフ・スハール : 2017

トラブゾンスポル
- テュルキエ・クパス : 2019-20